# Tomasz Kwarciński
Tomasz Kwarciński – polski ekonomista, doktor habilitowany nauk społecznych, profesor na Uniwersytecie Ekonomicznym w Krakowie, specjalista od etyki gospodarczej.

## Kariera naukowa
W 2008 roku na Wydziale Filozofii Katolickiego Uniwersytetu Lubelskiego Jana Pawła II uzyskał stopień doktora nauk humanistycznych na podstawie rozprawy pt. Równość i korzyść. Amartyi Kumar Sena koncepcja sprawiedliwości dystrybutywnej, której promotorem była Barbara Chyrowicz. W 2018 roku rozoczął pracę w Instytucie Badań Rynku, Konsumpcji i Koniunktur, którą zakończył w 2019 roku. W tym samym roku został zatrudniony na Uniwersytecie Ekonomicznym w Krakowie, gdzie w 2022 roku uzyskał stopień doktora habilitowanego nauk społecznych na podstawie pracy pt. Problem normatywności w ekonomii